# Pierre Jeanneret

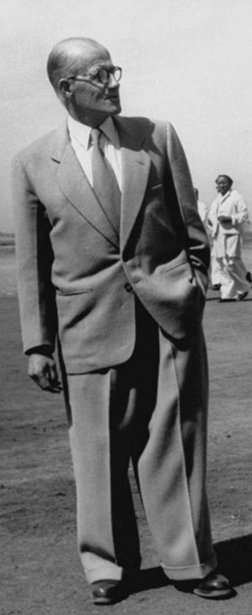
Pierre Jeanneret

Pierre Jeanneret (* 22. März 1896 in Genf; † 4. Dezember 1967 ebenda) war ein Schweizer Architekt und Möbeldesigner.

## Leben
Pierre Jeanneret war viele Jahre Partner seines berühmten Cousins (zweiten Grades) Le Corbusier (Charles Edouard Jeanneret). Sie gründeten 1922 in Paris ein gemeinsames Architekturbüro. Jeanneret war an vielen der in diesem Büro entworfenen Projekte beteiligt. Seine Rolle dabei wird häufig vergessen, da er in der Rezeption im Schatten seines berühmten Cousins stand.

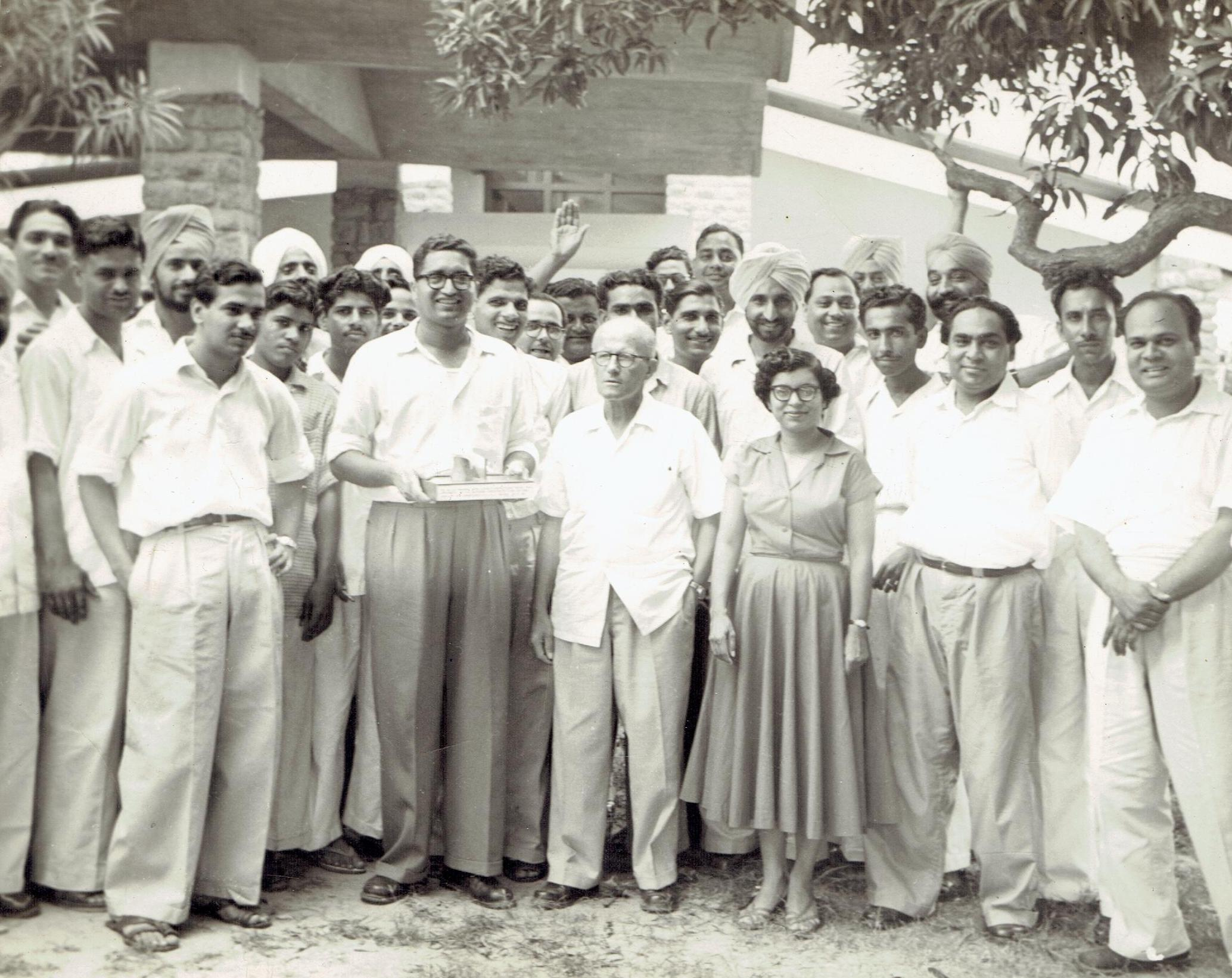
Pierre Jeanneret mit der indischen Architektin Urmila Eulie Chowdhury und weiteren Kollegen des Chandigarh Capital Projektes, 1960

Das gemeinsame Büro wurde 1940 aufgelöst, als Le Corbusier anfing für das Vichy-Regime zu arbeiten und Jeanneret sich der Résistance anschloss.
Ab Februar 1951 arbeiteten sie beim Bau der indischen Stadt Chandigarh noch einmal zusammen. Pierre Jeanneret begleitete das Projekt 15 Jahre lang bis kurz vor seinem Tod. Lange Zeit davon war er Chefarchitekt der Stadt. Er war vor allem für die Wohnbauten der Stadt zuständig, aber auch massgeblich für die Inneneinrichtung, insbesondere das Design von Stühlen verantwortlich. Während Le Corbusier nicht dauerhaft in Indien lebte, widmete Jeanneret sich vollends diesem Projekt und war der Mittler zwischen der indischen Seite und seinem Cousin. In seinem ehemaligen Wohnhaus in Chandigarh befindet sich seit 2017 das Pierre Jeanneret Museum.
Jeanneret starb 1967 in seiner Heimat.

## Architektonisches Werk (Auswahl)
- 1922: Villa Besus, Vaucresson (zusammen mit Le Corbusier)[8]
- 1923–1925: Villa la Roche, Paris (zusammen mit Le Corbusier)
- 1923–1925: Villa Jeanneret, Paris (zusammen mit Le Corbusier)
- 1927: Doppelhaus in der Weißenhofsiedlung, Stuttgart (zusammen mit Le Corbusier)
- 1932: Villa Savoye, Poissy-sur-Seine (zusammen mit Le Corbusier)[9]
- 1954: Eigenes Wohnhaus in Chandigarh, Indien (2017 nach Veränderungen wieder rekonstruiert)[10]
- 1962: Bücherei Gandhi Bhawan, Chandigarh[11]

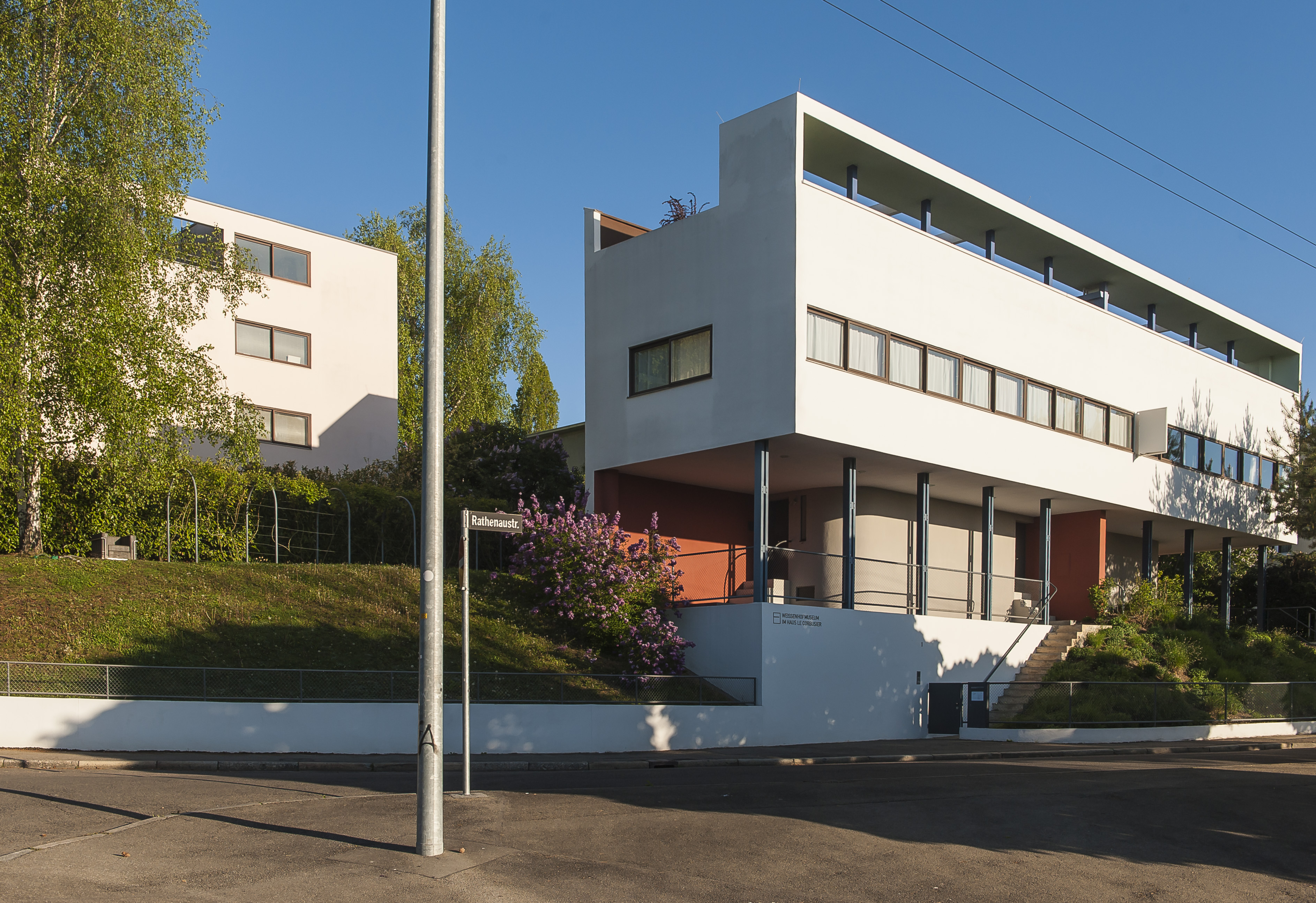
Le Corbusier und Pierre Jeanneret: Doppelhaus für die Weißenhofsiedlung Stuttgart
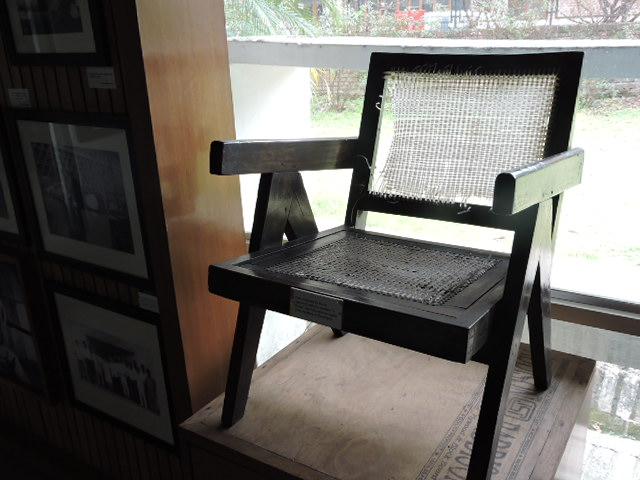
Stuhlentwurf
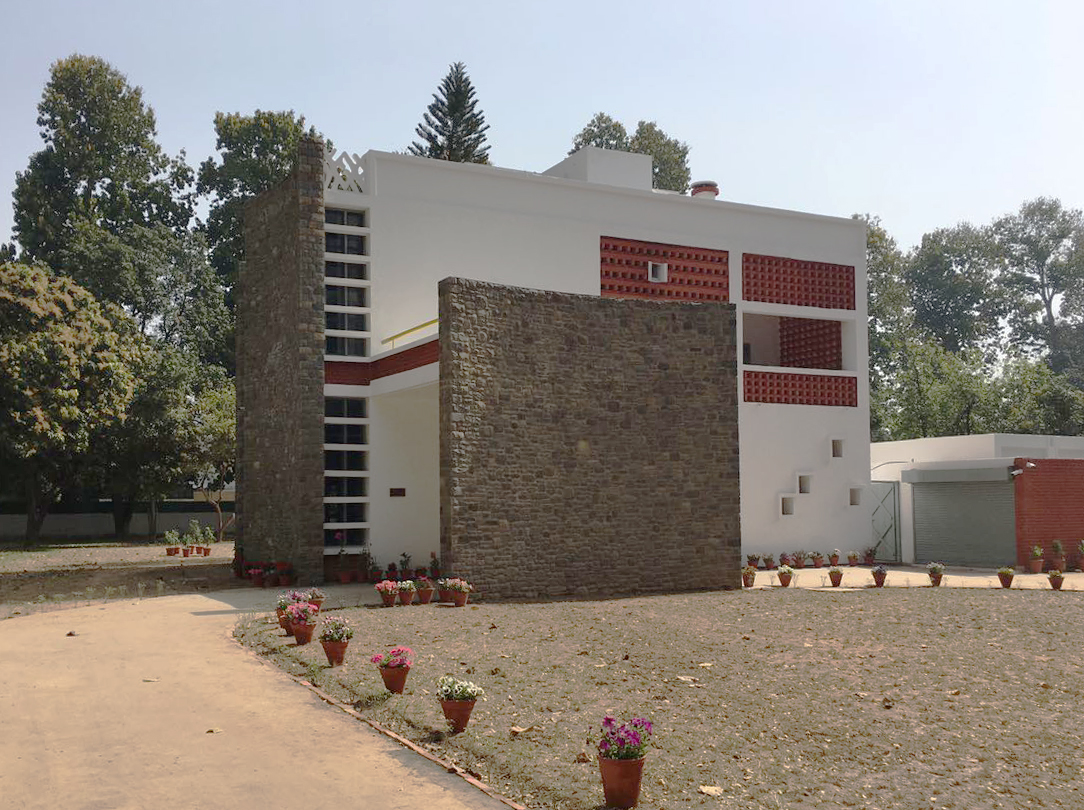
Eigenes Wohnhaus in Chandigarh
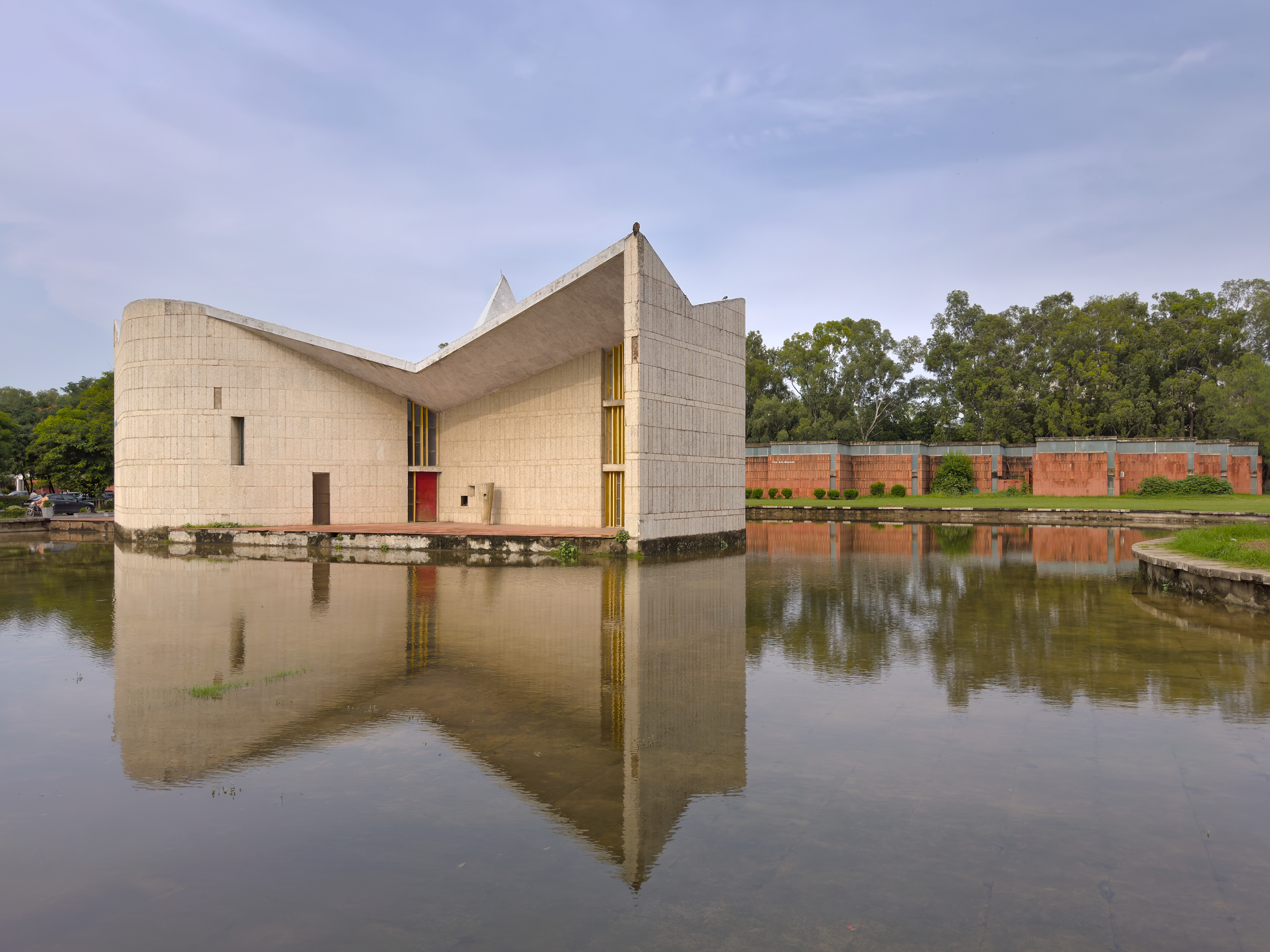
Gandhi Bhawan in Chandigarh